# Matteo Sacchetti, I marchese di Castelromano
Matteo Sacchetti, I marchese di Castelromano (noto anche come III marchese di Castel Rigattini sino al 1709) (Roma, 21 marzo 1675 – Roma, 14 marzo 1744), è stato un nobile e diplomatico italiano.

## Biografia
Nato a Roma nel 1675, Matteo era il figlio primogenito di Giovanni Battista Sacchetti, II marchese di Castel Rigattini e di sua moglie, la nobildonna fiorentina Caterina Acciaiuoli.
Alla morte di suo padre nel 1688 ereditò il titolo di marchese di Castel Rigattini che però fece permutare poco dopo sul feudo di Castelromano. Ricoprì la carica di Conservatore del Comune di Roma dal 1702 al 1709. Malgrado il passato splendore della sua famiglia, venne comunque costretto per ragioni di debiti a vendere alcune proprietà della sua casata come ad esempio il feudo di Castel Rigattini che passò al marchese Vitelleschi di Foligno nel 1715 o il prezioso feudo di Castelromano nel 1729 al cardinale Albertoni (mantenendo comunque per sé e per i propri discendenti il titolo di marchese) per la somma di 50.000 scudi. Nel 1740 vendette la villa Ruffinella (acquistata dai Sacchetti nel 1639) all'ordine dei Gesuiti per la somma di 13.300 scudi.
Pur nell'incalzare di queste ristrettezze economiche, Matteo non mancò di continuare come suo padre e suo zio prima di lui a patrocinare l'arte romana: fu membro dell'Accademia dell'Arcadia col nome di Eugenio Aleio, membro dell'Accademia Quirini (recitò alcune poesie al Teatro Leatino di via dei Leutari, presso la chiesa di San Lorenzo in Damaso) e nel 1720 divenne membro onorario dell'Accademia di San Luca. Nel 1723 ottenne il permesso da papa Innocenzo XIII di svolgere a Roma la funzione di ambasciatore per conto del duca di Parma, Francesco Farnese, per ottenere dal pontefice l'autenticazione dei propri diritti sul ducato che era ufficialmente feudo della Santa Sede sin dal tempo in cui fu concesso in governo ai Farnese.
Morì a Roma nel 1744.

## Matrimonio e figli
Matteo sposò a Roma nel 1700, Clelia Orsini de' Cavalieri (?-12 dicembre 1745), figlia del marchese Francesco. La coppia ebbe i seguenti figli:
- Ottavia (1705 - di idropisia 13 dicembre 1752[3]), sposò nel 1722 Patrizio Patrizi (1684-1747), marchese di Castel San Giuliano
- Giovanni Battista (1707 - 1759), II marchese di Castelromano, sposò Ginevra Muti Papazzurri
- Giulio (1710 - 1782), III marchese di Castelromano, sposò Maddalena Azan
- Francesco (1712 - 1720)
- Caterina (1716 - ?)

## Ascendenza
|                                                              |                      |                            | Genitori             |  |  | Nonni |  |  | Bisnonni                    |  |  | Trisnonni        |  |
|                                                              |                      |                            |                      |  |  |       |  |  | Giovanni Battista Sacchetti |  |  | Matteo Sacchetti |  |
|                                                              |                      |                            |                      |  |  |       |  |  | Giovanni Battista Sacchetti |  |  | Matteo Sacchetti |  |
|                                                              |                      | Nanna Carducci             |                      |  |  |       |  |  | Giovanni Battista Sacchetti |  |  |                  |  |
| Matteo Sacchetti, I marchese di Castel Rigattini             |                      |                            |                      |  |  |       |  |  | Giovanni Battista Sacchetti |  |  |                  |  |
|                                                              |                      | Francesca Altoviti         | Alessandro Altoviti  |  |  |       |  |  |                             |  |  |                  |  |
|                                                              |                      | Francesca Altoviti         | Alessandro Altoviti  |  |  |       |  |  |                             |  |  |                  |  |
|                                                              |                      | Francesca Altoviti         | …                    |  |  |       |  |  |                             |  |  |                  |  |
| Giovanni Battista Sacchetti, II marchese di Castel Rigattini |                      | Francesca Altoviti         |                      |  |  |       |  |  |                             |  |  |                  |  |
|                                                              |                      | Giovanni Battista Ricasoli | Giuliano Ricasoli    |  |  |       |  |  |                             |  |  |                  |  |
|                                                              |                      | Giovanni Battista Ricasoli | Giuliano Ricasoli    |  |  |       |  |  |                             |  |  |                  |  |
|                                                              |                      | Giovanni Battista Ricasoli | Cassandra Capponi    |  |  |       |  |  |                             |  |  |                  |  |
| Cassandra Ricasoli Rucellai                                  |                      | Giovanni Battista Ricasoli |                      |  |  |       |  |  |                             |  |  |                  |  |
|                                                              |                      | Virginia Ruccellai         | Orazio Ruccellai     |  |  |       |  |  |                             |  |  |                  |  |
|                                                              |                      | Virginia Ruccellai         | Orazio Ruccellai     |  |  |       |  |  |                             |  |  |                  |  |
|                                                              |                      | Virginia Ruccellai         | Camilla Guicciardini |  |  |       |  |  |                             |  |  |                  |  |
| Matteo Battista Sacchetti, I marchese di Castelromano        |                      | Virginia Ruccellai         |                      |  |  |       |  |  |                             |  |  |                  |  |
|                                                              | Ottaviano Acciaiuoli | Roberto Acciaiuoli         |                      |  |  |       |  |  |                             |  |  |                  |  |
|                                                              | Ottaviano Acciaiuoli | Roberto Acciaiuoli         |                      |  |  |       |  |  |                             |  |  |                  |  |
|                                                              | Ottaviano Acciaiuoli | Faustina Franceschi        |                      |  |  |       |  |  |                             |  |  |                  |  |
| Donato Acciaiuoli                                            | Ottaviano Acciaiuoli |                            |                      |  |  |       |  |  |                             |  |  |                  |  |
|                                                              |                      | Maria Acciaiuoli           | Donato Acciaiuoli    |  |  |       |  |  |                             |  |  |                  |  |
|                                                              |                      | Maria Acciaiuoli           | Donato Acciaiuoli    |  |  |       |  |  |                             |  |  |                  |  |
|                                                              |                      | Maria Acciaiuoli           | Costanza Acciaiuoli  |  |  |       |  |  |                             |  |  |                  |  |
| Caterina Acciaiuoli                                          |                      | Maria Acciaiuoli           |                      |  |  |       |  |  |                             |  |  |                  |  |
|                                                              |                      | Giambattista Altoviti      | …                    |  |  |       |  |  |                             |  |  |                  |  |
|                                                              |                      | Giambattista Altoviti      | …                    |  |  |       |  |  |                             |  |  |                  |  |
|                                                              |                      | Giambattista Altoviti      | …                    |  |  |       |  |  |                             |  |  |                  |  |
| Anna Maria Altoviti                                          |                      | Giambattista Altoviti      |                      |  |  |       |  |  |                             |  |  |                  |  |
|                                                              |                      | …                          | …                    |  |  |       |  |  |                             |  |  |                  |  |
|                                                              |                      | …                          | …                    |  |  |       |  |  |                             |  |  |                  |  |
|                                                              |                      | …                          | …                    |  |  |       |  |  |                             |  |  |                  |  |
|                                                              |                      | …                          |                      |  |  |       |  |  |                             |  |  |                  |  |